# Tour Emblem
La tour Emblem est un gratte-ciel de bureaux situé dans le quartier d'affaires de La Défense, en France (précisément à Courbevoie, dans le quartier du Faubourg de l'Arche).

## Caractéristiques
Le plan au sol de la tour présente la forme d'un prisme droit ; avant sa rénovation, elle possédait une façade brune et réfléchissante et des fenêtres teintées apparaissant en noir à l'extérieur.
La hauteur totale de l'immeuble depuis sa base est de 103 m. Les différents étages de l'immeuble se répartissent comme suit :
- Un ou plusieurs sous-sols ;
- Un étage situé au niveau du 7 avenue de l'Arche (entrée secondaire, locaux techniques) ;
- Un étage intermédiaire (restaurant d'entreprise, locaux et bureaux techniques) ;
- Un étage situé au niveau de la dalle où débouche l'accès principal ;
- 25 étages, constituant à proprement parler les superficies de bureaux ;
- Un étage technique donnant accès au toit de l'immeuble.

Devant l'entrée de la tour est placé un bronze d'André Barelier intitulé « le Téléphone », représentant une personne utilisant un téléphone portable.

## Historique
La tour Emblem a été la première tour construite dans le quartier du Faubourg de l'Arche en 1998. Elle a été initialement appelée « tour T4 », puis « tour Cegetel » et Cèdre. Elle est occupée jusqu'à fin 2019 par des services du Groupe EDF. Entre 2020 et 2021, elle subit une rénovation et change de nom par la même occasion.

## Galerie

La tour en 2011, avant sa rénovation.
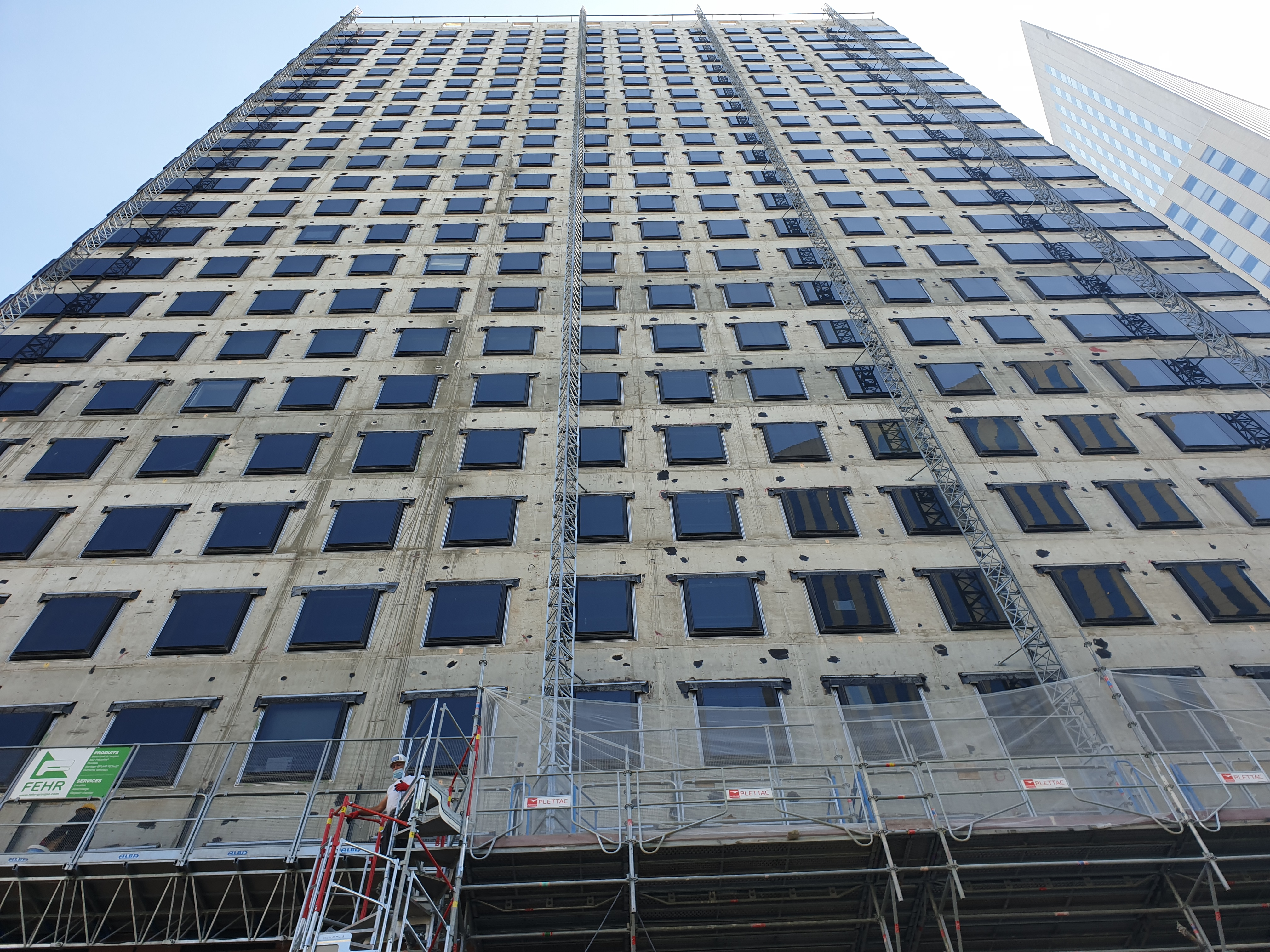
La tour en cours de rénovation en juillet 2020.